# Oljutorski poluotok
Oljutorski poluotok (rus. Олюторский полуостров) je poluotok u Kamčatskom kraju, Ruska Federacija. Najbliži grad je Tiličiki, Oljutorski rajon.
Poluotok je dobio ime po narodu Aljutorima, drevnim stanovnicima tog područja.

## Geografija
Oljutorski poluotok je južni krajnji dio Oljutorskog grebena, strši prema jugu s Oljutorskim zaljevom na zapadu i Beringovim morem na istoku. Južni kraj poluotoka je rt Oljutor (Mys Olyutorsky). Poluotok i njegov pridruženi planinski greben na sjeveru kopneni su produžetak potopljenog Širšovog grebena Beringova mora.